# Ciudad Estrella
Ciudad Estrella (Star City) es una ciudad ficticia que aparece en las historias publicadas por DC Comics, más conocida como el hogar tradicional de los superhéroes conocidos o afiliados al alias compartido de Green Arrow. Más allá de eso, también es conocida por otros personajes del Universo DC como una ciudad portuaria y un refugio para artistas en muchos de los medios, desde impresos hasta audiovisuales y musicales. La base de operaciones de Green Arrow fue inicialmente la ciudad de Nueva York. Sin embargo, durante la Edad de Plata, el hogar de Green Arrow se estableció en Ciudad Estrella, siendo mencionado por primera vez en Adventure Comics #265, antes de hacer su primera aparición en el siguiente número. La ciudad también ha sido llamada Starling City.

## Historia establecida en los cómics
Según varios relatos publicados, Star City se incorporó como ciudad con su nombre actual hace más de 200 años.
Antes de pasar al servicio primero en Metrópolis y luego en Gotham City, Maggie Sawyer comenzó su carrera como oficial de policía en Star City.
El primer justiciero disfrazado que se desempeñó como alcalde fue Thomas "Steelclaw" Bolt, quien adoptó una personalidad encubierta como un criminal disfrazado como parte de sus esfuerzos para controlar el crimen local. Murió en el cargo de ese intento.
Durante los años que Green Arrow pasó fuera de Star City, al menos otro luchador contra el crimen disfrazado operó allí: Chase Lawler, uno de los varios conocidos Manhunters.
La historia final de Green Arrow antes de One Year Later presentaba al  Doctor Luz y Merlyn detonando explosivos, dejando casi un tercio de Star City en ruinas en lo que se conoce como el "Desastre de Amsterdam Avenue".
En la historia de Un año después, Oliver Queen se convierte en alcalde de Star City. La noticia de que había estado financiando en secreto a los Outsiders, esencialmente un equipo de cazarrecompensas en este punto de su historia, provoca un escándalo. Junto con su popularidad marginal entre el público votante (nunca tuvo más del 50% de la ciudad apoyándolo mientras estuvo en el cargo), esto llevó a Queen a renunciar a su cargo. Su renuncia conllevaba la estipulación de que su sucesor mantuviera las diversas organizaciones y recursos de ayuda social que Queen había establecido. Ollie pudo vencer a su oponente al renunciar antes de las elecciones y poner a alguien de su confianza a cargo de la ciudad.
En la miniserie Justice League: Cry for Justice, Star City es el escenario de un devastador temblor provocado por Prometheus. El plan de Prometheus es teletransportar Star City, a la que se ha dirigido únicamente porque es la ciudad natal de un miembro de la Liga de la Justicia, a un universo alternativo. Como el plan falla, las afueras de Star City quedan casi intactas, pero hay una gran ruina en forma de estrella en el centro de la ciudad, y un número de muertos de noventa mil personas y sigue aumentando.
Durante los eventos de Brightest Day, el anillo de poder blanco de Deadman lo teletransporta al sitio del temblor, donde los poderes de White Lantern recién adquiridos convierten las ruinas en un bosque exuberante. Poco después de este evento, la Entidad informa a Detective Marciano que ha resucitado para quemar el bosque hasta los cimientos. El Detective Marciano llega al bosque de Star City e intenta completar su tarea, sin embargo, la Entidad le impide hacerlo y le revela que el bosque que debe quemar está en Marte. Green Arrow descubre que el bosque parece tener alguna inteligencia sensible o algún tipo de poder de ilusión con instrucciones para proteger o matar a alguien. La Entidad luego revela que el ataque de Nekron a la Entidad no solo fue mortal para ella, sino que también aumentó la contaminación del planeta, y la corrupción se levantará en la forma de otro "avatar oscuro" de la oscuridad que intenta destruir el bosque de Star City, en el que se encuentra la clave para salvar el alma de la Tierra y el nuevo campeón de la vida, provocando la muerte de la Tierra.
Green Arrow luego descubre que el bosque no es lo que parecía ser y que el corazón del bosque es malvado. Este mal eventualmente se convirtió en el "Avatar Oscuro" que la Entidad mencionó que vendría a destruir el bosque. Este Avatar Oscuro es en realidad la Cosa del Pantano original resucitado como un Black Lantern. Además, a medida que toda la Tierra es víctima de su envenenamiento y corrupción, se revela que el único lugar que aún no ha sido tocado es el bosque donde el cielo aún es azul, sin embargo, cuando la población comenzó a refugiarse, son detenidos por una barrera blanca. Para defender el bosque del Avatar Oscuro, la Entidad convocó a los Elementales, que se revelan como los héroes cuya fuerza vital había sido recolectada por la Entidad y que reflejan las partes y principios esenciales más simples de la naturaleza, cada uno representando uno de los cuatro. elementos, la Entidad también revela que el árbol central en el bosque de Star City es la base para el Parlamento de los Árboles. Los Elementales se fusionan con el cuerpo de Alec Holland para resucitarlo y luego el bosque fusiona a Alec Holland para transformarlo en la nueva Cosa del Pantano. Después de que Dark Avatar finalmente es derrotado, Alec Holland recupera el título de Swamp Thing y comienza a restaurar la vida en las áreas de Star City.

## Ubicaciones a través de las décadas
La ubicación de Star City, como las de Metrópolis, Gotham City y otras ciudades del Universo DC, fue incierta durante muchos años, con diferentes representaciones a lo largo de las décadas. Varias historias de la edad de oro mostraban a Green Arrow y Speedy luchando contra villanos marineros, el Pescador, el Ladrón del Puerto y la Tortuga, entre otros, lo que implicaba que la ciudad estaba en la costa del mar. Mucho antes de que Green Arrow se uniera a la Liga de la Justicia de América, él y Speedy solían asociarse con el aventurero submarino Aquaman (cuyas aventuras, como las de los dos arqueros, aparecieron en Adventure Comics), apoyando la noción de que Star City era una ciudad costera.
La ubicación de Star City se indicó cerca de los Grandes Lagos en la década de 1960 y en la costa sur de Nueva Inglaterra desde mediados de la década de 1970 hasta mediados de la década de 1980. En Detective Comics #470 (junio de 1977) se afirmó que Star City estaba en Connecticut. En DC Comics Presents #87 (noviembre de 1985), Superman vuela sobre "Tierra-Prima" (el mundo real sin superhéroes) y se da cuenta de que Star City ha sido reemplazada por Boston, Massachusetts.
Un mapa publicado en 1985 y ocasionalmente modificado por Mayfair Games detalla el diseño geográfico de Star City. Aunque el Atlas colocó a Star City en la costa del Pacífico de California, al norte de San Francisco, el diseño utilizado para el mapa de la ciudad se parecía a la geografía del área metropolitana de Chicago, pero al revés, de modo que estaría en el lado de Míchigan del lago Míchigan. El vecindario de "East Gary" estaba aproximadamente donde el verdadero Gary, Indiana, estaría en el mapa invertido, pero en el Océano Pacífico en lugar del lago Míchigan.
En Birds of Prey # 119 (agosto de 2008), Star City se representa como si estuviera en la región de la Bahía de San Francisco, aunque el mapa publicado sustituye erróneamente a Star City por San Francisco. Además, la ciudad de Platinum Flats (basada en Silicon Valley), se describe como "a media hora" de distancia.
En el programa de televisión Arrow (2012-2020), Star City generalmente se describe como en la costa oeste o en el litoral occidental, y en el diálogo se describe como a 600 millas de Central City. Un episodio de la quinta temporada le da a la ciudad un código postal del estado de Washington. Cerca del final del episodio 22 de la temporada 5, un mapa generado por computadora que muestra la ruta de vuelo del avión de Chase coloca a Star City en o cerca de San Francisco, ya que la costa coincide perfectamente con la del norte de California. El episodio 15 de la temporada 7 tiene a Felicity dando coordenadas (que resultan ser para los Glades) de 47.119N, 122.3301W, que en realidad se ubican en los suburbios del sur de Tacoma (unas 40 millas al sur de Seattle). Sin embargo, en el episodio 9 de la temporada 3, otro mapa de vuelo que se muestra brevemente en la pantalla ubica a Starling City (cambiado durante el programa) en la región de los Grandes Lagos.
La serie DC Rebirth Green Arrow (2016—) establece específicamente que Star City es en realidad Seattle, solo que más tarde pasó a llamarse Star City.

## Características establecidas de la ciudad

### Puntos de referencia
Entre los hitos más notables establecidos por varios equipos creativos de Green Arrow se incluyen los siguientes:
Puente EstrellaEste puente colgante es uno de los principales hitos visuales de la ciudad, conocido por una escultura de una estrella gigante encima de cada torre en el tramo del puente, que conecta las diversas regiones de Star City.
El Museo GrellNombrado en honor a Mike Grell, quien escribió y dibujó una era definitiva de Green Arrow en la década de 1980.
Estadio PappNombrado en honor a George Papp, uno de los co-creadores originales de Green Arrow de la década de 1940, es el estadio del equipo de béisbol Star City Rockets.

### Barrios
Los vecindarios conocidos incluyen:
El "Triángulo"Las diversas facciones del crimen organizado de la ciudad lucharon durante mucho tiempo hasta que intervino el criminal independiente Deadshot, como se muestra en su segunda miniserie.
Valle LambDetallado en las páginas de la edición recopilada de Green Arrow Straight Shooter.
South EndIntroducido en Green Arrow (vol. 3) #60, a raíz de los eventos de Crisis infinita y 52.
The GladesNombrado en Green Arrow (vol. 3) #61. Uno de los distritos colindantes directamente con el South End.
Orchid BayLa sección del centro y el sitio del Ayuntamiento. Nombrado en Green Arrow (vol. 3) #63.
Adams HeightsNombrado en Green Arrow (vol. 3) #67. Posiblemente nombrado en honor al artista Neal Adams, asociado durante mucho tiempo con Green Arrow.

## Estadísticas
La población de Star City se da en Green Arrow ("City Walls" Pt.3) como aproximadamente cinco millones. La población se da como poco menos de 600.000 en la serie de CW Arrow. En el episodio de la tercera temporada "Culpable", Felicity menciona que hay "alrededor de 86.000 'Paco's', más o menos algunos apodos". Esto estima que casi el 15% de la población total se llama "Paco".

## Equipos deportivos
Los Star City Rockets ficticios juegan béisbol en Papp Stadium, mientras que los Star City Thunder ficticios juegan baloncesto en Tinder-Smith Garden.

## En otros medios

### Televisión de acción en vivo

#### Smallville
Star City fue mencionada brevemente por Lex Luthor en el episodio de la sexta temporada de Smallville, "Reunión". En "Freak", Tobias Rice, un fenómeno de los meteoritos cuya exposición a la kryptonita lo dejó ciego mientras le permitía "ver" a otras personas infectadas por rocas de meteoritos, es enviado a Star City porque Oliver Queen dijo que le harían un trasplante de córnea. También se puede ver un panorama generado por computadora de Star City en el primer episodio del corto derivado en línea de Smallville The Oliver Queen Chronicles. En el episodio "Bride" de la octava temporada de Smallville, Jimmy Olsen fue enviado a Star City para recibir atención médica después de ser gravemente herido por Doomsday. En el episodio de la temporada 10 "Fortune", Chloe le dice a Clark que se mudará a Star City, donde trabajará durante el día como reportera para Star City Register y criará nuevos superhéroes por la noche. Star City también se mencionó brevemente en el episodio de la sexta temporada "Justice" cuando Oliver Queen estaba hablando con Clark sobre estar patrullando en Star City cuando se encontró con Bart Allen, también conocido como "The Flash".

#### Arrowverso
En Arrow, Star City se llama originalmente "Starling City", pero se le cambia el nombre en la cuarta temporada como parte de la historia. En el episodio de la primera temporada "Unfinished Business", las coordenadas (47.6097N 122.3331W) colocan un barrio deteriorado de Starling City en Seattle, cerca del distrito histórico Pioneer Square-Skid Road conocido por el metro de Seattle. Este fue construido después del Gran Incendio de Seattle de 1889 y olvidado décadas después, al igual que el sistema de metro abandonado en Starling City. En el episodio de la segunda temporada, "Blast Radius", un código postal de Starling City se muestra como 98114. 981xx es el código postal principal de Seattle. Sin embargo, en el episodio "The Climb", se muestra a Starling en un mapa para estar en el Medio Oeste Superior. En el episodio piloto de The Flash, Oliver Queen afirma que Starling está a 600 millas de distancia de Central City, que podría estar en Misuri (aunque Central City se ubica tradicionalmente en Athens, Ohio). En "Schism", el episodio final de la cuarta temporada, un gráfico en pantalla muestra un mapa del Medio Oeste con Star City en lugar de Chicago. Cerca del final del episodio "Missing" de la quinta temporada, un mapa generado por computadora que muestra la ruta de vuelo del avión de Adrian Chase coloca a Star City en o cerca de San Francisco, ya que la costa coincide perfectamente con la del norte de California.
Se utilizan varias ciudades para establecer tomas, incluidas Vancouver, Baltimore, Boston, Bruselas, Frankfurt, Jersey City, Filadelfia y Tokio. Se hace referencia a un área en Starling City conocida como Glades donde el elemento criminal es particularmente predominante, similar a Narrows y Crime Alley en Gotham City. También se ha dicho que Starling City tiene un equipo de béisbol conocido como "Starling Rockets" y se ha visto un equipo de fútbol "Starling Comets". Starling City tiene un acuario y un zoológico, los cuales se usaron para puntos menores de la trama, el acuario fue utilizado por un adicto a Vertigo como un lugar para retener rehenes y las víboras tibetanas del zoológico fueron utilizadas por su veneno por Nyssa al Ghul. Starling City también en un momento tuvo un sistema de metro en funcionamiento, pero ya no lo tiene. Después de que la ciudad es atacada al final de la segunda temporada por el ejército mejorado con mirakuru de Slade Wilson, en la tercera temporada, el científico y empresario Ray Palmer propone cambiar el nombre de la ciudad a "Star City" para evitar que la gente recuerde los ataques terroristas. Más tarde se le cambió el nombre a Star City en la cuarta temporada como un monumento a Palmer debido a su aparente muerte en el final de la tercera temporada. En la cuarta temporada, Queen es nombrada alcaldesa de Star City. En el episodio de la sexta temporada "Thanksgiving", se muestra que Star City tiene su propio estadio, "Starling Stadium", donde actúan músicos como Billy Joel. En los flashforwards de 2040 de la séptima temporada, los Glades se han convertido en su propia ciudad próspera, separada de la más pobre Star City con un muro. El muro es destruido por los vigilantes de Star City en el final de la séptima temporada.
- Starling City de Tierra-2 se menciona en el episodio de la segunda temporada de The Flash "Enter Zoom" y en el episodio de la quinta temporada de Arrow "Who Are You?". En 2015, se reveló que el vigilante de Starling City conocido como Arrow era Robert Queen. En el estreno de la octava temporada de Arrow, Oliver viaja a Tierra-2 Starling City, donde Adrian Chase ahora opera como Hood. La ciudad y toda la Tierra-2 son destruidas por una ola de antimateria al final del episodio.
- Rhea menciona Star City de Tierra-38 como un objetivo futuro para un ataque Daxamita en el episodio de la segunda temporada de Supergirl, "Nevertheless, She Persisted".
- Star City de Tierra-X aparece en el episodio de la cuarta temporada de The Flash "Crisis on Earth-X, Part 3" y de la primera temporada de Freedom Fighters: The Ray, "Episodio Seis". Con el deseo de luchar contra el opresivo Nuevo Reich, los Freedom Fighters establecieron una base de operaciones en un búnker en Star City. Varios héroes de Tierra Uno fueron traídos aquí por Freedom Fighters Ray Terrill y Leo Snart.

### Animación
Star City también ha sido el escenario de varias historias de Green Arrow en series animadas como The Batman, Batman: The Brave and the Bold, DC Showcase: Green Arrow y Young Justice. A pesar de no aparecer físicamente en el programa, Star City ha sido mencionada en Beware the Batman.